# 民主黨 (斯洛伐克1944年)
民主黨是一個歷史上的斯洛伐克政黨，其存在於1944年至1948年，即第二次世界大戰後期和捷克斯洛伐克第三共和國時期，其後遭捷克斯洛伐克共產黨奪權後解散，接受共產主義統治的黨員另建親共產主義的衛星黨斯洛伐克復興黨，並在天鵝絨革命更名為新的民主黨，並自稱其為1940年代民主黨的延續政黨。

## 歷史
民主黨於1944年斯洛伐克民族起义期間創黨，為當時斯洛伐克非共產主義的政黨，分別由揚·烏西尼（1896-1972）、瓦夫羅·什羅巴爾（1867-1950）、約瑟夫·萊特里希（1905-1969）前後擔任黨魁，三人在第二次世界大戰前皆為農業和農民共和黨黨員。在1946年的捷克斯洛伐克選舉中，民主黨贏得斯洛伐克62%的選票，並在捷克斯洛伐克制憲國民議會300個席次中獲得43個席次。
然而，捷克斯洛伐克共產黨在1946年的選舉後為中央政府的多數黨並持續收緊控制，導致民主黨在1947-1948年間遭到奪權，非共產黨籍內閣成員於1948年2月25日辭職，民主黨在1948年二月事件後解散，而共產黨則在二月事件後成立社會主義共和國。在此之後，烏西尼遭監禁數年，而萊特里希逃往美國後成為自由捷克斯洛伐克流亡組織（英語：Council of Free Czechoslovakia）的領導人，而接受共產主義統治的黨員在民主黨解散後，於1948年3月創立衍生政黨斯洛伐克復興黨，為斯洛伐克親共產主義民族陣線的卫星党。
天鵝絨革命結束後，斯洛伐克復興黨在1989年12月更名為新的民主黨，並自稱其為1940年代民主黨的延續政黨。

## 選舉紀錄

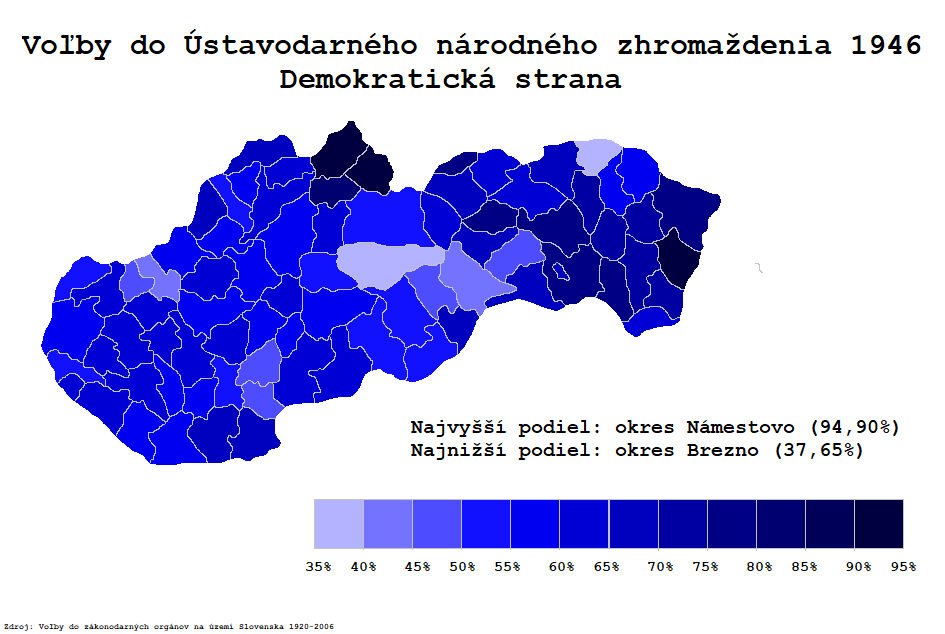
民主黨於1946年各地區選舉中的表現，支持度最高的地區：納梅斯托沃區(94.9%);支持度最低的地區：布雷茲諾區(37.65%)

| 選舉   | 議席     | 政黨得票  | 得票率 | 黨主席          |
| ------ | -------- | --------- | ------ | --------------- |
| 1946年 | 43 / 300 | 999,622票 | 14.1%  | 約瑟夫·萊特里希 |

### 引用資料
1. ↑  Nohlen & Stöver 2010，第457頁.
2. ↑  Stupka, Jiří.  (PDF). Masarykova univerzita. 2012  [2021-11-12]. （原始内容存档 (PDF)于2021-11-12） （捷克语）.